# Taczanowskia
Taczanowskia is een geslacht van spinnen uit de  familie van de wielwebspinnen (Araneidae).

## Soorten
- Taczanowskia mirabilis Simon, 1897
- Taczanowskia sextuberculata Keyserling, 1892
- Taczanowskia striata Keyserling, 1879
- Taczanowskia trilobata Simon, 1897